# Jelenino, Szczecinecki
Jelenino [jɛlɛˈninɔ] (trước đây là Gellin của Đức) là một ngôi làng thuộc khu hành chính của Gmina Szczecinek, thuộc huyện Szczecinecki, Zachodniopomorskie, ở phía tây bắc Ba Lan. Nó nằm khoảng 9 kilômét (6 mi)   về phía tây nam của Szczecinek và 137 km (85 mi) về phía đông của thủ đô khu vực Szczecin.
Trước năm 1648, khu vực này là một phần của Duchy of Pomerania, 1648-1945 Phổ và Đức. Đối với lịch sử của khu vực, xem Lịch sử của Pomerania.